# Ferme fortifiée des Ybourgues
La ferme fortifiée des Ybourgues est une ferme située à Limans, en France.

## Localisation
La ferme est située sur la commune de Limans, dans le département français des Alpes-de-Haute-Provence.

## Historique
L'édifice est partiellement inscrit au titre des monuments historiques en 1978 ; cette inscription est remplacée par une inscription portant sur la totalité de la ferme par arrêté du 28 mai 2019.